# Machimus retrospectus
Machimus retrospectus là một loài ruồi trong họ Asilidae. Machimus retrospectus được Oldroyd miêu tả năm 1975.